# Тостерглопе
Тостерглопе (нем. Tosterglope) — община в Германии, в земле Нижняя Саксония.
Входит в состав района Люнебург. Подчиняется управлению Даленбург. Население составляет 627 человек (на 31 декабря 2010 года). Занимает площадь 19,53 км².
Коммуна подразделяется на 4 сельских округа.